# Zygophylax parabiarmata
Zygophylax parabiarmata is een hydroïdpoliep uit de familie Lafoeidae. De poliep komt uit het geslacht Zygophylax. Zygophylax parabiarmata werd in 2006 voor het eerst wetenschappelijk beschreven door Vervoort. 